# Copa Uncaf 2005
La Copa de Naciones UNCAF 2005 fue la octava edición del torneo internacional de selecciones organizado por la Unión Centroamericana de Fútbol. Todos los partidos se disputaron en el Estadio Mateo Flores de Ciudad de Guatemala, Guatemala, entre el 19 y el 27 de febrero.

## Sistema de juego
Los siete equipos se dividen en dos grupos, uno de cuatro y otro de tres que se enfrentan entre sí. Los dos primeros de cada grupo clasifican a las semifinales, y jugarán en la Copa Oro 2005, además de seguir adelante en la lucha por el título.

## Resultados

### Primera fase

#### Grupo A
| Pos. | Equipo        | Pts. | PJ | G | E | P | GF | GC | Dif. | Clasificación |
| ---- | ------------- | ---- | -- | - | - | - | -- | -- | ---- | ------------- |
| 1    | Honduras      | 7    | 3  | 2 | 1 | 0 | 10 | 2  | +8   | Semifinales   |
| 2    | Guatemala (H) | 7    | 3  | 2 | 1 | 0 | 7  | 1  | +6   | Semifinales   |
| 3    | Nicaragua (E) | 3    | 3  | 1 | 0 | 2 | 2  | 9  | −7   |               |
| 4    | Belice (E)    | 0    | 3  | 0 | 0 | 3 | 0  | 7  | −7   |               |

 Fuente: http://www.rsssf.com/tablesg/gold-cam05.html
| 19 de febrero de 2005 | Honduras                              | 5:1 (2:0) | Nicaragua  | Estadio Mateo Flores, Ciudad de Guatemala                 |                                                           |
|                       | Núñez 19' 84' · Velásquez 42' 51' 73' |           | Bustos 54' | Asistencia: 5.306 espectadores Árbitro(s): Roberto Moreno | Asistencia: 5.306 espectadores Árbitro(s): Roberto Moreno |

| 19 de febrero de 2005 | Guatemala                        | 2:0 (1:0) | Belice | Estadio Mateo Flores, Ciudad de Guatemala                  |                                                            |
|                       | Villatoro 35' · Plata 72' (pen.) |           |        | Asistencia: 10.000 espectadores Árbitro(s): Walter Quesada | Asistencia: 10.000 espectadores Árbitro(s): Walter Quesada |

| 21 de febrero de 2005 | Honduras                                    | 4:0 (2:0) | Belice | Estadio Mateo Flores, Ciudad de Guatemala                |                                                          |
|                       | Velásquez 7' · Núñez 33' 80' · Palacios 88' |           |        | Asistencia: 3.000 espectadores Árbitro(s): Donald Campos | Asistencia: 3.000 espectadores Árbitro(s): Donald Campos |

| 21 de febrero de 2005 | Guatemala                                    | 4:0 (2:0) | Nicaragua | Estadio Mateo Flores, Ciudad de Guatemala                  |                                                            |
|                       | Plata 11' · Sandoval 30' 77' · Villatoro 66' |           |           | Asistencia: 8.000 espectadores Árbitro(s): Rodolfo Sibrián | Asistencia: 8.000 espectadores Árbitro(s): Rodolfo Sibrián |

| 23 de febrero de 2005 | Nicaragua   | 1:0 (0:0) | Belice | Estadio Mateo Flores, Ciudad de Guatemala                 |                                                           |
|                       | Vilchez 85' |           |        | Asistencia: 3.000 espectadores Árbitro(s): Walter Quesada | Asistencia: 3.000 espectadores Árbitro(s): Walter Quesada |

| 23 de febrero de 2005 | Guatemala  | 1:1 (1:0) | Honduras      | Estadio Mateo Flores, Ciudad de Guatemala                 |                                                           |
|                       | Romero 22' |           | Velásquez 72' | Asistencia: 3.000 espectadores Árbitro(s): Roberto Moreno | Asistencia: 3.000 espectadores Árbitro(s): Roberto Moreno |

#### Grupo B
| Pos. | Equipo          | Pts. | PJ | G | E | P | GF | GC | Dif. | Clasificación |
| ---- | --------------- | ---- | -- | - | - | - | -- | -- | ---- | ------------- |
| 1    | Costa Rica      | 6    | 2  | 2 | 0 | 0 | 3  | 1  | +2   | Semifinales   |
| 2    | Panamá          | 3    | 2  | 1 | 0 | 1 | 1  | 1  | 0    | Semifinales   |
| 3    | El Salvador (E) | 0    | 2  | 0 | 0 | 2 | 1  | 3  | −2   |               |

 Fuente: http://www.rsssf.com/tablesg/gold-cam05.html
| 19 de febrero de 2005 | El Salvador | 0:1 (0:0) | Panamá    | Estadio Mateo Flores, Ciudad de Guatemala                    |                                                              |
|                       |             |           | Solís 77' | Asistencia: 10.000 espectadores Árbitro(s): Benito Archundia | Asistencia: 10.000 espectadores Árbitro(s): Benito Archundia |

| 21 de febrero de 2005 | Costa Rica             | 2:1 (0:1) | El Salvador | Estadio Mateo Flores, Ciudad de Guatemala                |                                                          |
|                       | Wilson 75' · Myrie 90' |           | Alas 40'    | Asistencia: 3.000 espectadores Árbitro(s): Carlos Batres | Asistencia: 3.000 espectadores Árbitro(s): Carlos Batres |

| 23 de febrero de 2005 | Costa Rica | 1:0 (0:0) | Panamá | Estadio Mateo Flores, Ciudad de Guatemala                    |                                                              |
|                       | Myrie 81'  |           |        | Asistencia: 3.000 espectadores Árbitro(s): Armando Archundia | Asistencia: 3.000 espectadores Árbitro(s): Armando Archundia |

### Segunda fase

#### Semifinales
| 25 de febrero de 2005 | Honduras      | 1:0 (0:0) | Panamá | Estadio Mateo Flores, Ciudad de Guatemala                   |                                                             |
|                       | Velásquez 72' |           |        | Asistencia: 11.159 espectadores Árbitro(s): Rodolfo Sibrián | Asistencia: 11.159 espectadores Árbitro(s): Rodolfo Sibrián |

| 25 de febrero de 2005 | Guatemala | 0:4 (0:3) | Costa Rica                                        | Estadio Mateo Flores, Ciudad de Guatemala                    |                                                              |
|                       |           |           | Segura 8' · Sequeira 22' · Wilson 42' · Scott 61' | Asistencia: 11.159 espectadores Árbitro(s): Benito Archundia | Asistencia: 11.159 espectadores Árbitro(s): Benito Archundia |

#### Tercer lugar
| 27 de febrero de 2005 | Guatemala                    | 3:0 (2:0) | Panamá | Estadio Mateo Flores, Ciudad de Guatemala                 |                                                           |
|                       | Villatoro 7' · Plata 41' 49' |           |        | Asistencia: 1.491 espectadores Árbitro(s): Walter Quesada | Asistencia: 1.491 espectadores Árbitro(s): Walter Quesada |

#### Final
| 27 de febrero de 2005 | Costa Rica                                                          | 1:1 (0:0) (t. s.)(7:6 p.)  | Honduras                                                                      | Estadio Mateo Flores, Ciudad de Guatemala                |                                                          |
|                       | Wilson 68'                                                          |                            | Núñez 58'                                                                     | Asistencia: 1.491 espectadores Árbitro(s): Carlos Batres | Asistencia: 1.491 espectadores Árbitro(s): Carlos Batres |
|                       |                                                                     | Tiros desde el punto penal |                                                                               |                                                          |                                                          |
|                       | Soto · Alfaro · Wilson · Cubero · Sequeira · Fonseca · Díaz · Umaña |                            | Velásquez · López · Mendoza · Berríos · Núñez · Guerrero · Reyes · Vallecillo |                                                          |                                                          |

| Costa Rica | Honduras |

|                |    |                       |  |     |  |     |
|                |    |                       |  |     |  |     |
| ARQ            | 18 | José Francisco Porras |  |     |  |     |
| DEF            | 3  | Michael Umaña         |  |     |  |     |
| DEF            | 8  | Berny Peña            |  |     |  |     |
| DEF            | 15 | Júnior Díaz           |  | 60' |  |     |
| DEF            | 19 | Roy Myrie             |  |     |  |     |
| MED            | 6  | Danny Fonseca         |  |     |  |     |
| MED            | 20 | Douglas Sequeira      |  |     |  |     |
| MED            | 10 | Alonso Solís          |  | 59' |  |     |
| MED            | 13 | Géiner Segura         |  | 65' |  |     |
| DEL            | 21 | Whayne Wilson         |  |     |  |     |
| DEL            | 22 | Erick Scott           |  | 90' |  |     |
| Sustituciones: |    |                       |  |     |  |     |
| MED            | 11 | Jafet Soto            |  | 59' |  | 75' |
| DEL            | 7  | Johnny Cubero         |  | 65' |  | 89' |
| DEL            | 17 | Éver Alfaro           |  | 90' |  |     |
| Entrenador:    |    |                       |  |     |  |     |
| Jorge Pinto    |    |                       |  |     |  |     |

|                |    |                  |  |     |
|                |    |                  |  |     |
| ARQ            | 1  | Víctor Coello    |  |     |
| DEF            | 6  | Sergio Mendoza   |  |     |
| DEF            | 15 | Darwin Pacheco   |  |     |
| DEF            | 17 | Érick Vallecillo |  |     |
| DEF            | 23 | Iván Guerrero    |  |     |
| MED            | 8  | Wilson Palacios  |  | 68' |
| MED            | 13 | Dennis Ferrera   |  |     |
| MED            | 16 | Walter López     |  |     |
| MED            | 19 | Mario Berríos    |  |     |
| DEL            | 10 | Wilmer Velásquez |  |     |
| DEL            | 11 | Milton Núñez     |  |     |
| Sustituciones: |    |                  |  |     |
| DEF            | 5  | Milton Reyes     |  | 68' |
| Entrenador:    |    |                  |  |     |
| José Herrera   |    |                  |  |     |

## Campeón
| Campeón Costa Rica |
| Quinto título      |

## Clasificados a laCopa de Oro de la Concacaf 2005
| Costa Rica | Honduras | Guatemala | Panamá |
| ---------- | -------- | --------- | ------ |

## Goleadores
| Jugador           | Selección  | Goles |
| ----------------- | ---------- | ----- |
| Wilmer Velásquez  | Honduras   | 6     |
| Milton Núñez      | Honduras   | 5     |
| Juan Carlos Plata | Guatemala  | 4     |
| Edwin Villatoro   | Guatemala  | 3     |
| Whayne Wilson     | Costa Rica | 3     |